# Pequeño San Vicente
Pequeño San Vicente (Petit St. Vincent), conocido localmente como PSV, es una isla de San Vicente y las Granadinas ubicada 60 km (40 millas) al sur de San Vicente en las islas Granadinas. Se compone de suaves colinas, repartidas en 46 hectáreas (113 acres) rodeado de 3 km (2 millas) de playas de arena blanca.
La isla es de propiedad privada, y funciona como un resort.
Su Propietario, Haze Richardson, murió en un accidente de natación en Costa Rica el sábado 2 de febrero de 2008. Su esposa, Lynn Richardson, planea continuar con la gestión privada del resort de la isla.